# Daniel Tublin
Daniel Tublin (Pittsburgh, 22 febbraio 1992) è un pallavolista statunitense.
Gioca nel ruolo di schiacciatore.

## Carriera
La carriera di Daniel Tublin inizia a livello scolastico con la Fox Chapel Area High School, dove gioca prima di entrare a far parte della squadra di pallavolo maschile della Stanford University: partecipa alla NCAA Division I dal 2011 al 2015, saltando tuttavia la prima stagione.
Dopo aver concluso la propria carriera universitaria, firma il suo primo contratto professionistico per la stagione 2015-16, approdando nella 1. Bundesliga tedesca per difendere i colori del Turnverein Bühl Volleyball, dove tuttavia resta solo fino a gennaio, quando lascia il club a causa di un infortunio che lo costringe ad un lungo periodo di inattività.